# Belba alleganiensis
Belba alleganiensis är en kvalsterart som först beskrevs av Norton 1980.  Belba alleganiensis ingår i släktet Belba och familjen Damaeidae. Inga underarter finns listade.